# 宝塚記念
宝塚記念（たからづかきねん）は、日本中央競馬会（JRA）が阪神競馬場で施行する中央競馬の重賞競走（GI）である。
競走名の「宝塚」は宝塚市を指す。阪神競馬場の所在地で、兵庫県の南東部に位置する。
正賞は宝塚市長賞、日本馬主協会連合会会長賞、ブリーダーズカップ・チャレンジ賞。

## 概要

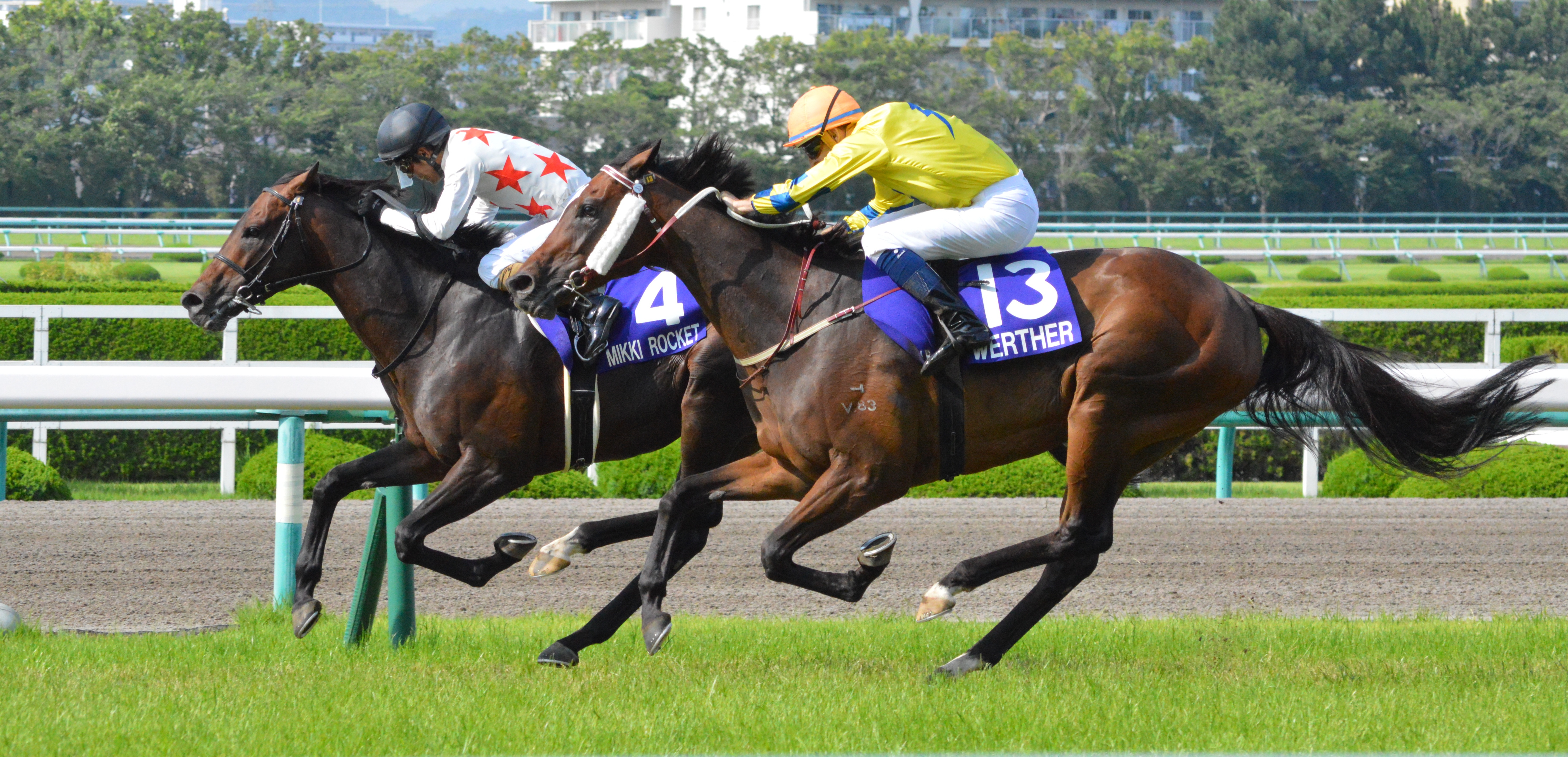
2018年宝塚記念
左：ミッキーロケット（優勝馬 鞍上：和田竜二）
右：ワーザー（香港代表 鞍上：ヒュー・ボウマン）

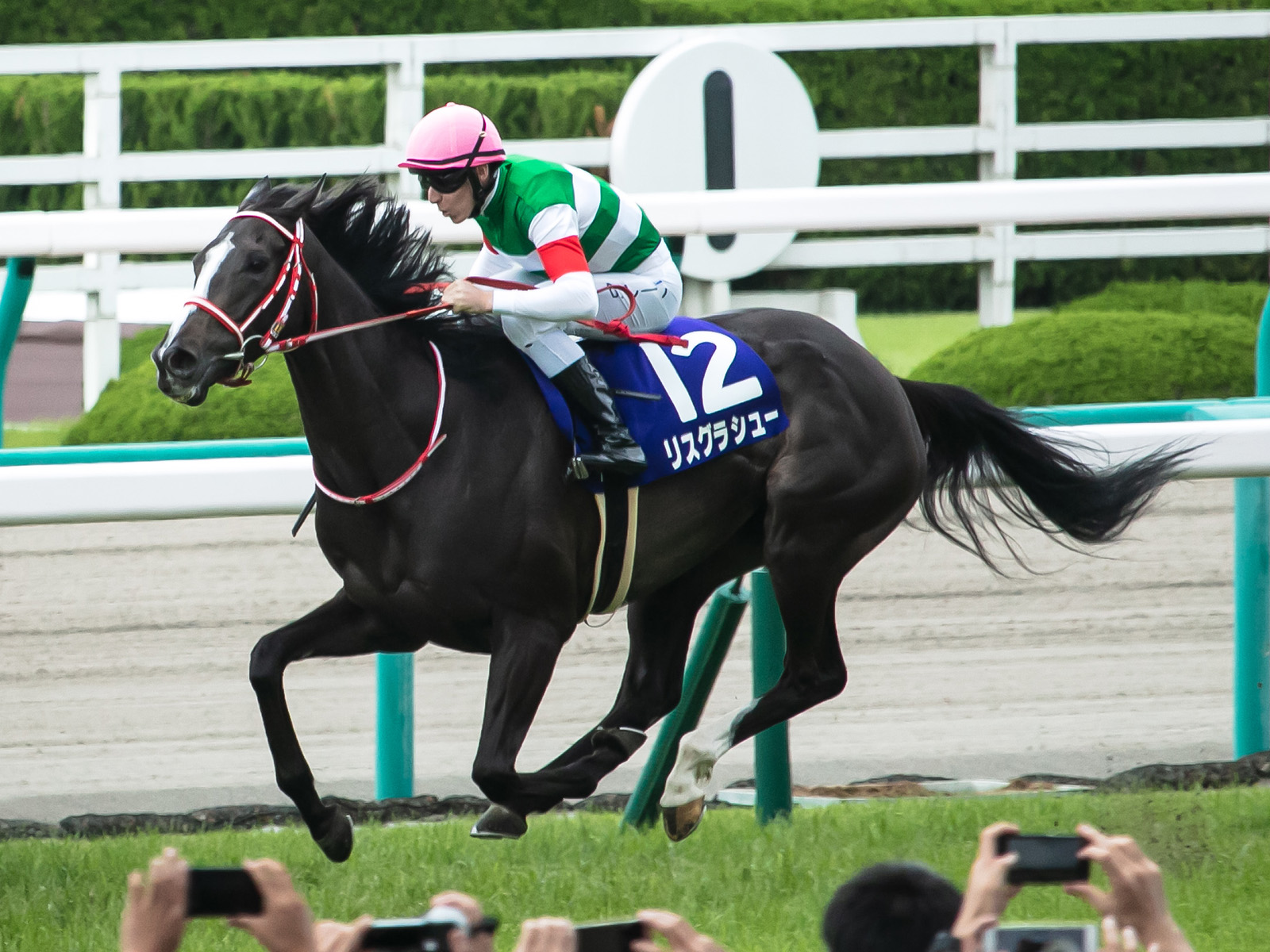
第60回宝塚記念
優勝馬：リスグラシュー（鞍上：D.レーン）

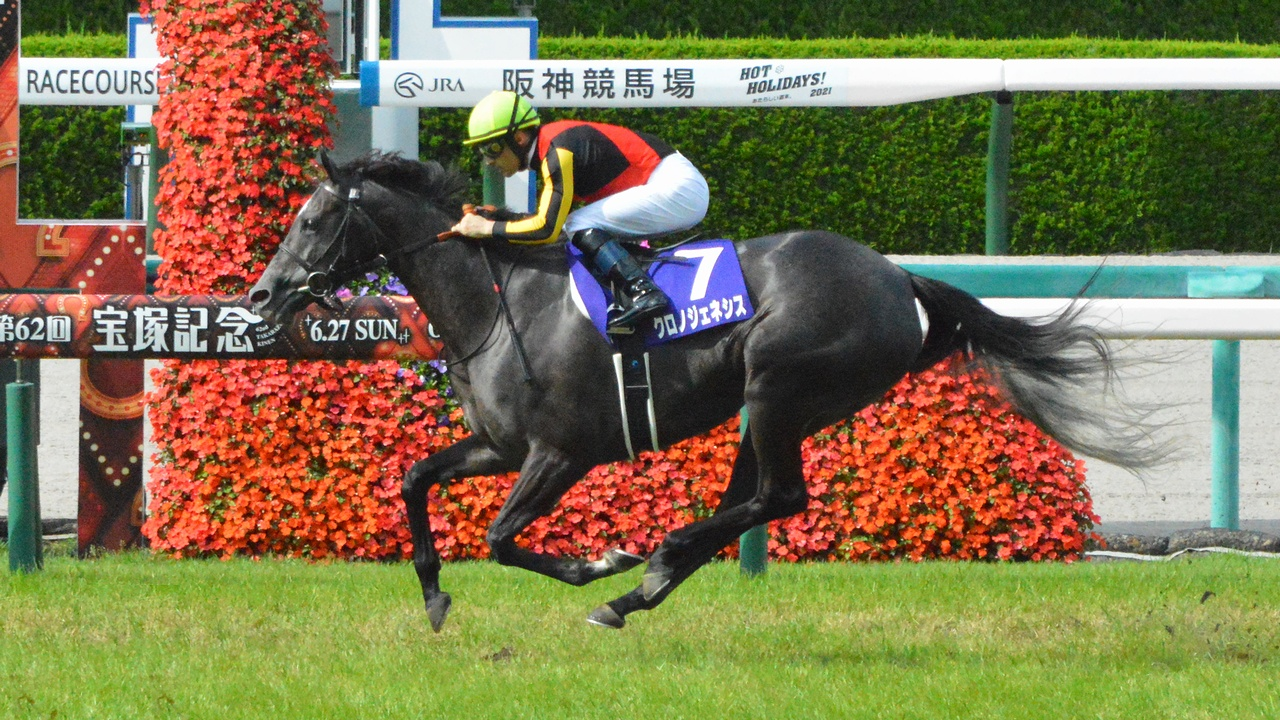
第62回宝塚記念
優勝馬：クロノジェネシス（鞍上：クリストフ・ルメール）

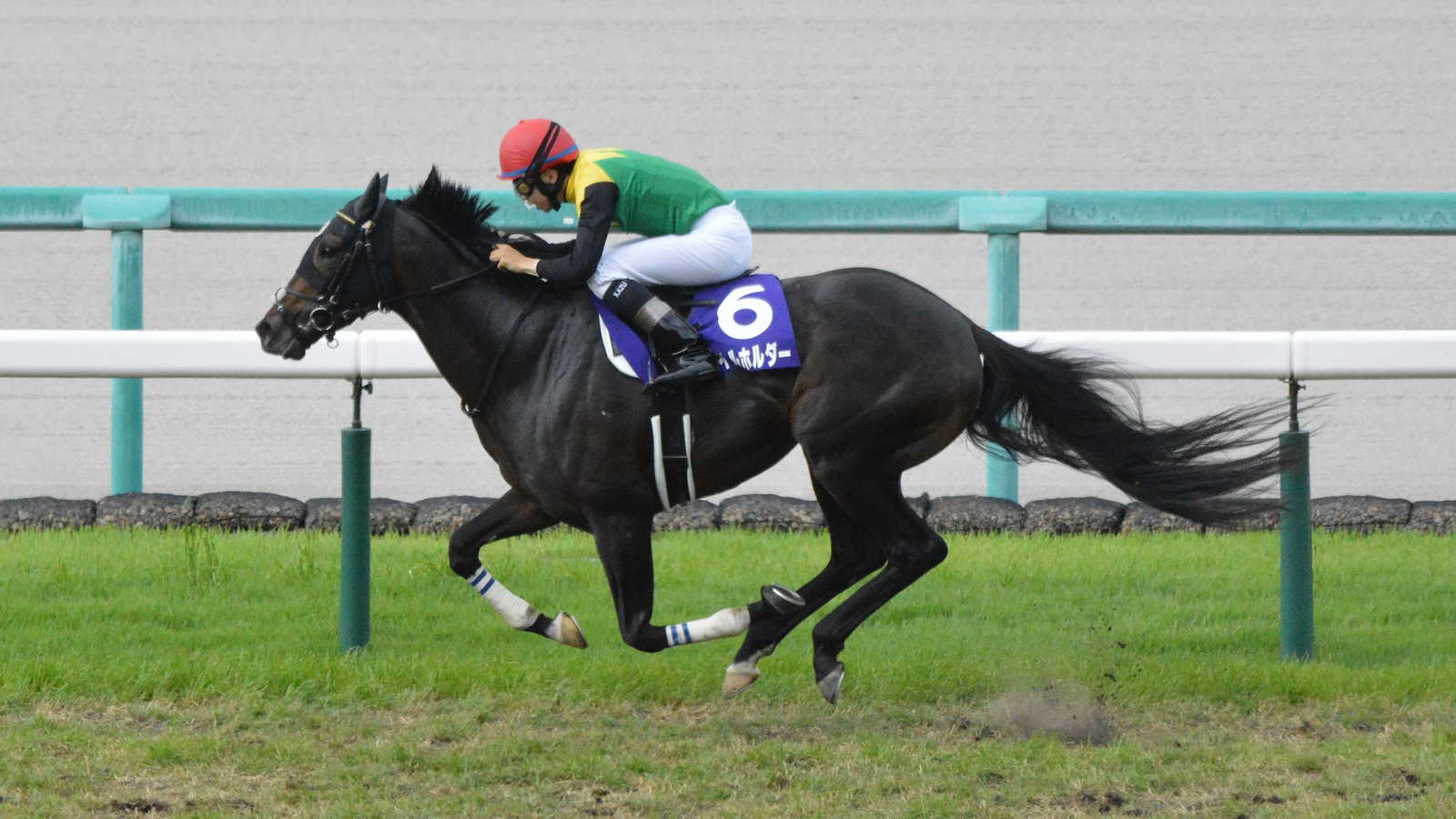
第63回宝塚記念
優勝馬：タイトルホルダー（鞍上：横山和生）

有馬記念と同様に、ファン投票で出走馬を決め、こちらは上半期の締めくくりを飾る競走として関西地区の競馬を華やかに盛り上げようとの趣旨で企画され、1960年に創設された。「上半期の実力ナンバー1決定戦」として位置づけられている。
2011年からブリーダーズカップ・チャレンジの対象競走に指定され、優勝馬には当該年のブリーダーズカップ・ターフへの優先出走権と出走登録料・輸送費用の一部負担の特権が付与される。また2019年から当競走の優勝馬には当該年のコックスプレートへの優先出走権が付与されることになった。
ファンファーレは、1984年から1990年までは関西GI競走ファンファーレとは別の独自のファンファーレ（曲名不詳）が使用され生演奏されたが、1991年から1998年は他の関西地区GI競走と同様に宮川泰作曲の関西GI競走ファンファーレが使用された。その後、1999年より一般公募で選ばれた専用のファンファーレに変更された。作曲者は早川太海。

### 国際的評価
世界の競馬開催国は、平地競走については国際セリ名簿基準書においてパートIからパートIIIまでランク分けされており、2016年時点で日本は平地競走が最上位のパートIにランク付けされている。
また、各国の主要な競走は国際的な統一判断基準で評価されており、競馬の競走における距離別の区分法として定着しているSMILE区分によると、宝塚記念は「Long（2101m - 2700m）」に分類される。国際競馬統括機関連盟（IFHA）が公表した2016年の年間レースレーティングの平均値に基づく「世界のトップ100GIレース」によると、宝塚記念は全体の15位にランキングされた。このランキングで日本の競走は宝塚記念を含め12競走がランクインしているが、日本の競走では有馬記念（13位）に次ぐ評価で、「Long（2101m - 2700m）」のカテゴリーからランクインした外国の競走との比較では、ドバイシーマクラシック（9位）に次ぐ評価となっている。

### 出走資格
以下の内容は、2025年現在のもの。
- サラ系3歳以上（出走可能頭数：18頭）
  - JRA所属馬（ファン投票選出馬・JRA選出馬）
  - 地方所属馬

なお2025年度から、地方競馬所属馬が出走する場合は、オープン馬のみとし、下級条件（JRAでの3勝クラス以下相当）の地方所属馬は出走できないことに改正された[15]。
  - 外国調教馬（最大8頭まで、優先出走）

出走馬の選定方法は以下のとおり。
- 特別登録を行った馬の中からファン投票上位10頭が優先出走できる[註 5]。
- 上記以外の馬（外国所属競走馬を除く）は「通算収得賞金」+「過去1年間の収得賞金」+「過去2年間のGI競走の収得賞金」の総計が多い順に出走できる（地方所属馬も同様）。

### 負担重量
- 定量（3歳53kg、4歳以上58kg、牝馬2kg減）[2][3][16]
- 負担重量の変遷[16]
  - 第1回 - 第3回、第9回 - 第12回、第27回：馬齢重量
  - 第4回 - 第8回：別定重量
  - 第13回 - 第22回：4歳55kg、5歳56kg、6歳以上55kg（牝馬2kg減）
  - 第23回 - 第26回：4歳56kg、5歳57kg、6歳以上56kg（牝馬2kg減）
  - 第28回 - 第36回：3歳53kg、4歳56kg、5歳57kg、6歳以上56kg（牝馬2kg減）
  - 第37回：3歳54kg、4歳以上58kg（牝馬2kg減）
    - ※2000年以前は馬齢表記が異なるため、上の第13回から第37回にある「4歳」は、当時の表記で「5歳」である。

### 賞金
2025年の本賞金は1着3億円で、以下2着1億2000万円、3着7500万円、4着4500万円、5着3000万円。

## 歴史

### 旧阪神競馬場の隆盛
阪神競馬場の前身である鳴尾競馬場（阪神競馬倶楽部）は、1907（明治40）年に関西で初めての本格的な競馬場として建設された。当時、日本各地にはさまざまな競馬倶楽部が設立され、それぞれ独自に競馬を営み、レースを開催していた。この時代の鳴尾競馬場を代表する競走が帝室御賞典や各内国産馬連合競走だった。これに「阪神4歳牝馬競走」（1931・昭和6年創設）、阪神記念（1934・昭和9年創設）、「阪神記念アラブ系抽選馬競走」（1935・昭和10年創設）が加わり、鳴尾競馬場の「阪神競馬」は馬券の売上高では日本で一・二を争う人気を博していた（1930年から1932年まで全国2位、1933年全国3位、1934年全国1位、1935年全国2位、1936年全国1位など）。
1936（昭和11）年に全国各地の11の競馬倶楽部が統合されて日本競馬会になると、各地で合わせて年に10回行われていた帝室御賞典は、年2回に統合されて大いに格式が引き上げられることになった。これにより、新たな「帝室御賞典」は、春に鳴尾競馬場（阪神）、秋に東京競馬場で行われることになった。1937（昭和12）年秋に東京競馬場で新たな帝室御賞典（現在の天皇賞はこれを正式な「第1回天皇賞」としている。）が行なわれ、翌1938（昭和13）年春には鳴尾競馬場で帝室御賞典が行なわれた。この1938（昭和13）年の暮れには鳴尾競馬場で阪神優駿牝馬競走（後の「優駿牝馬（オークス）」に相当）が創設され、4歳馬5大競走の一つも行われるようになり、鳴尾競馬場は名実ともに日本を代表する競馬場となった。

### 旧阪神競馬場の突然の休止
ところが、1943（昭和18）年に、鳴尾競馬場は日本海軍が接収することになった。もともと鳴尾競馬場の隣接地には、かつての阪神競馬倶楽部の母体となった別の競馬場があったのだが、そこを海軍が買収して川西航空機の工場を置き、軍用機の開発をしていた。その工場で開発・研究中の新型戦闘機紫電改の試験飛行のため、工場の隣にあった鳴尾競馬場の敷地を飛行場に転用することになったのである。1943（昭和18）年2月にはガダルカナル島が陥落するなど戦争の情勢は逼迫していて、鳴尾競馬場は代替用地が確定しないまま海軍に接収され、1943（昭和18）年の春の開催を最後に幕を閉じた。阪神で行なわれていた帝室御賞典（天皇賞）はこれ以降京都競馬場で行なわれることになり、その後も改修による一時的な阪神での開催はあったものの、戻ってこなかった。
新しい阪神競馬場の用地はひとまず目処が立ち、1周2500mとなる「東洋一」の新競馬場の構想が進んだ。しかし戦局は悪化の一途をたどり、競馬場建設どころではなくなってきた。そのまま終戦を迎えると、こんどは新競馬場用地として確保していた土地が米軍に接収され、進駐軍のゴルフ場になってしまった。

### 再開された阪神競馬場の不振
経営母体の日本競馬会では国庫納付金を滞納するほど経営が悪化していて、新たな用地を買い付ける資力もなく、結局、空襲で破壊された川西航空機の工場跡地を整備して「仮設競馬場」として再出発することになった。こうして1949（昭和24）年にようやく阪神競馬場として再開にこぎつけた。この時に阪神3歳ステークスが創設、翌年に桜花賞が移設され、その後もチャレンジカップ（1950年創設）、鳴尾記念（1951年創設）、神戸新聞杯（1953年創設）、阪神大賞典（1953年創設）と重賞競走が拡充された。
しかしながら、再開された競馬場は奮わなかった。終戦から5年経った1951（昭和26）年になっても、破壊された工場の残骸が競馬場の中央に散乱して醜い状態だった。観戦スタンドは木造の仮設のもので、用地確保にも問題があり、競走馬の調教用地に当て込んでいた土地が権利争いになって、競馬場には厩舎が併設できなかった。馬場そのものも地盤が弱く、雨が降ると水たまりができるような有様で、こうした理由で客足も伸びず、馬券の売上は目標の30%にも届かなかった。

### 競馬場の再興と宝塚記念の創設
1954（昭和29）年に日本中央競馬会が発足した。元農林大臣の有馬頼寧が日本中央競馬会の理事となり、「有馬特例法」と通称される法律を通し、競馬の収益を競馬場施設の改修に充当できるようにすると、各地の競馬場の復興が実現した。阪神競馬場でも競馬場の底地と施設が日本中央競馬会に買収され、新しい観戦スタンドが建設されて1959（昭和34）年10月に落成している。このほか障害専用走路、診療所、監視塔、事務所棟、子どもの遊技場などが次々と整備された。阪神競馬場のシンボルでもあるセントウル像は翌1960（昭和35）年に設置された。
有馬頼寧が1956（昭和31）年に中山競馬場に中山グランプリ(後の有馬記念)を創設した。これは、出走馬をファン投票で決めるという全く新しいタイプの競走で、大いに人気を博した。阪神競馬場では、新スタンドが落成した翌春（1960（昭和35）年）の開催から、「有馬記念の関西版」として「人気投票」による競走を創設することになった。これが第1回宝塚記念である。
第1回宝塚記念は1800mで行なわれ、ファン投票による選出馬10頭と推薦委員会による選出馬10頭の合計20頭が選ばれた。しかし実際に出走したのはそのうち9頭だけだった。優勝したホマレーヒロはファン投票4位の選出馬だった。

### 創設後の変遷
初年度は1800mで行われたが、翌1961（昭和36）年の第2回からは2000mになった。さらに1966（昭和41）年には2200mに延長されている。
出走馬は当初は「4歳以上」（現在の馬齢表記では「3歳以上」に相当）と定められていた。「春競馬」に位置づけられているとはいえ、春競馬の最後に開催されるため、開催日は6月末から7月上旬になっていた。これが1968年から1ヶ月前倒しされることになり、5月末から6月初旬の開催になった。これに伴って出走条件は「5歳以上」と変更になり、古馬限定戦となった。負担重量については「別定」と称していたが、実際には5歳55kg、6歳56kg、7歳以上55kg、牝馬は2kg減量となっていて、事実上の「定量」戦であるうえに、この値は「馬齢」重量とも一致している。これは敢えてそのようにしているものである。「定量」や「馬齢」としてしまうと、宝塚記念の開催時期を移動するたびに負担重量が変動してしまうが、「別定」としておけば開催時期を春や夏に移動しても、競走での負担重量そのものは変わらず維持できるように意図されたものだった。
1987（昭和62）年からは再び「4歳馬」（現在の3歳に相当）の出走が可能になり、開催時期も繰り下げられて日本ダービー・オークスなどで活躍した「4歳馬」のエントリーが容易になるように変更されている。1996（平成8）年から1999（平成11）年は7月開催だったが、2000（平成12）年からは6月下旬の開催となり、「春の中距離実力日本一」決定戦と位置づけられるようになった。
2017（平成29）年には天皇賞（春）、同年にG1に昇格した大阪杯とともに同一年に行われる3競走を全て優勝した馬に褒賞金の制度が創設された。
2025（令和7）年からは暑熱や梅雨の影響を鑑み、開催時期が2週前倒しされて6月中旬に変更される。

### 年表
- 1960年 - 4歳以上の馬による重賞競走「宝塚記念」を創設。阪神競馬場・芝1800mで施行[5]。
- 1966年 - 京都競馬場の芝外回り2200mで施行。これ以降、施行距離が芝2200mで定着。
- 1968年 - 出走資格を「5歳以上」に変更。
- 1976年 - 全国発売を開始。また厩務員労働組合の争議のため日程変更が行われ、京都競馬場での施行となった。
- 1980年 - 京都競馬場がスタンド改築工事のため、この年のみ中京競馬場で施行。
- 1984年 - グレード制導入、GI[註 8]に格付け。
- 1987年 - 出走資格を「4歳以上」に変更。
- 1993年 - 「皇太子殿下御成婚奉祝」の副称を付けて施行[16]。
- 1995年
  - 「震災復興支援競走」の副称を付けて施行（1996年まで）[16]。
  - 指定交流競走となり、地方所属馬も出走可能になる[16]。
- 1997年 - 国際競走に指定、外国調教馬が5頭まで出走可能になる[16]。
- 1999年 - この年から専用ファンファーレに変更。
- 2001年 
  - 馬齢表記を国際基準へ変更したことに伴い、出走条件を「3歳以上」に変更。
  - 国際GIに指定。
- 2004年 - 「日本中央競馬会創立50周年記念」の副称を付けて施行[16]。
- 2011年 - 「ブリーダーズカップ・チャレンジ」指定競走となる。
- 2012年 ‐ この年はCD音源による宝塚記念のオリジナルファンファーレが使用された[註 9]。
- 2014年 - 「日本中央競馬会創立60周年記念」の副称をつけて施行[38]。
- 2020年 - 新型コロナウイルス感染拡大防止のため「無観客競馬」として実施[39]。
- 2024年 - 阪神競馬場リフレッシュ工事に伴う開催日割の変更のため京都競馬場で施行[40]。
- 2025年 - 施行時期を2週早め、安田記念の翌週となる6月第2週へ移動。

## 歴代優勝馬
優勝馬の馬齢は、2000年以前も現行表記に揃えている。
コース種別の記載がない距離は、芝コースを表す。
| 回数   | 施行日        | 競馬場 | 距離  | 優勝馬             | 性齢 | タイム | 優勝騎手   | 管理調教師 | 馬主                           | 単勝オッズ | 単勝人気 | 1着本賞金   |
| ------ | ------------- | ------ | ----- | ------------------ | ---- | ------ | ---------- | ---------- | ------------------------------ | ---------- | -------- | ----------- |
| 第1回  | 1960年6月26日 | 阪神   | 1800m | ホマレーヒロ       | 牡4  | 1:49.6 | 近藤武夫   | 武輔彦     | 仁木清七                       | 5.7        | 2        | 120万円     |
| 第2回  | 1961年7月2日  | 阪神   | 2000m | シーザー           | 牡4  | 2:04.6 | 伊藤修司   | 伊藤勝吉   | 伊藤由五郎                     | 1.4        | 1        | 200万円     |
| 第3回  | 1962年7月1日  | 阪神   | 2000m | コダマ             | 牡5  | 2:03.4 | 栗田勝     | 武田文吾   | 伊藤由五郎                     | 1.5        | 1        | 200万円     |
| 第4回  | 1963年6月30日 | 阪神   | 2000m | リユウフオーレル   | 牡4  | 2:02.1 | 宮本悳     | 橋本正晴   | 三好笑子                       | 3.7        | 2        | 300万円     |
| 第5回  | 1964年7月5日  | 阪神   | 2000m | ヒカルポーラ       | 牡5  | 2:03.3 | 高橋成忠   | 佐藤勇     | 坪田喜之助                     | 1.9        | 1        | 300万円     |
| 第6回  | 1965年6月27日 | 阪神   | 2000m | シンザン           | 牡4  | 2:06.3 | 栗田勝     | 武田文吾   | 橋元幸吉                       | 1.7        | 1        | 500万円     |
| 第7回  | 1966年6月26日 | 京都   | 2200m | エイトクラウン     | 牝4  | 2:15.0 | 内藤繁春   | 田中康三   | 山口昇                         | 12.2       | 4        | 500万円     |
| 第8回  | 1967年7月2日  | 阪神   | 2200m | タイヨウ           | 牡4  | 2:19.4 | 内藤繁春   | 武田文吾   | 内藤博司                       | 10.4       | 4        | 700万円     |
| 第9回  | 1968年5月26日 | 阪神   | 2200m | ヒカルタカイ       | 牡4  | 2:14.7 | 野平祐二   | 藤本冨良   | 長山善健                       | 2.0        | 1        | 1000万円    |
| 第10回 | 1969年6月1日  | 京都   | 2200m | ダテホーライ       | 牡4  | 2:16.1 | 宇田明彦   | 星川泉士   | 伊達牧場                       | 2.9        | 2        | 1200万円    |
| 第11回 | 1970年5月31日 | 阪神   | 2200m | スピードシンボリ   | 牡7  | 2:13.3 | 野平祐二   | 野平省三   | 和田共弘                       | 1.6        | 1        | 1400万円    |
| 第12回 | 1971年5月30日 | 阪神   | 2200m | メジロムサシ       | 牡4  | 2:17.3 | 横山富雄   | 大久保末吉 | メジロ商事（株）               | 5.7        | 3        | 1700万円    |
| 第13回 | 1972年6月4日  | 阪神   | 2200m | ショウフウミドリ   | 牡6  | 2:19.9 | 松本善登   | 武田文吾   | 松本市三郎                     | 4.9        | 3        | 2300万円    |
| 第14回 | 1973年6月3日  | 阪神   | 2200m | ハマノパレード     | 牡4  | 2:12.7 | 田島良保   | 坂口正二   | （株）ホースタジマ             | 14.3       | 4        | 2600万円    |
| 第15回 | 1974年6月2日  | 京都   | 2200m | ハイセイコー       | 牡4  | 2:12.9 | 増沢末夫   | 鈴木勝太郎 | ホースマンクラブ               | 3.5        | 1        | 3000万円    |
| 第16回 | 1975年6月1日  | 阪神   | 2200m | ナオキ             | 牡6  | 2:16.7 | 佐々木昭次 | 田中康三   | 桜山ホース（株）               | 2.8        | 2        | 3200万円    |
| 第17回 | 1976年6月6日  | 京都   | 2200m | フジノパーシア     | 牡5  | 2:17.5 | 大崎昭一   | 柴田寛     | 真田繁次                       | 3.6        | 1        | 3500万円    |
| 第18回 | 1977年6月5日  | 阪神   | 2200m | トウショウボーイ   | 牡4  | 2:13.0 | 武邦彦     | 保田隆芳   | トウショウ産業（株）           | 5.6        | 2        | 3700万円    |
| 第19回 | 1978年6月4日  | 阪神   | 2200m | エリモジョージ     | 牡6  | 2:14.2 | 福永洋一   | 大久保正陽 | 山本慎一                       | 3.6        | 2        | 4500万円    |
| 第20回 | 1979年6月3日  | 阪神   | 2200m | サクラショウリ     | 牡4  | 2:12.4 | 小島太     | 久保田彦之 | （株）さくらコマース           | 2.9        | 1        | 5000万円    |
| 第21回 | 1980年6月1日  | 中京   | 2400m | テルテンリュウ     | 牡4  | 2:31.9 | 西浦勝一   | 土門健司   | 伊藤繁子                       | 5.4        | 1        | 5500万円    |
| 第22回 | 1981年6月7日  | 阪神   | 2200m | カツアール         | 牡5  | 2:14.1 | 樋口弘     | 柳田次男   | 栗林英雄                       | 6.4        | 3        | 5500万円    |
| 第23回 | 1982年6月6日  | 阪神   | 2200m | モンテプリンス     | 牡5  | 2:12.6 | 吉永正人   | 松山吉三郎 | 毛利喜八                       | 2.1        | 1        | 6500万円    |
| 第24回 | 1983年6月5日  | 阪神   | 2200m | ハギノカムイオー   | 牡4  | 2:12.1 | 伊藤清章   | 伊藤修司   | 日隈広吉                       | 1.9        | 1        | 6700万円    |
| 第25回 | 1984年6月3日  | 阪神   | 2200m | カツラギエース     | 牡4  | 2:12.4 | 西浦勝一   | 土門一美   | 野出一三                       | 2.6        | 1        | 7300万円    |
| 第26回 | 1985年6月2日  | 阪神   | 2200m | スズカコバン       | 牡5  | 2:15.9 | 村本善之   | 小林稔     | 永井永一                       | 5.9        | 2        | 7600万円    |
| 第27回 | 1986年6月1日  | 阪神   | 2200m | パーシャンボーイ   | 牡4  | 2:14.4 | 柴田政人   | 高松邦男   | 伊達秀和                       | 7.1        | 3        | 7800万円    |
| 第28回 | 1987年6月14日 | 阪神   | 2200m | スズパレード       | 牡6  | 2:12.3 | 蛯沢誠治   | 富田六郎   | 小紫芳夫                       | 5.8        | 3        | 8500万円    |
| 第29回 | 1988年6月12日 | 阪神   | 2200m | タマモクロス       | 牡4  | 2:13.2 | 南井克巳   | 小原伊佐美 | タマモ（株）                   | 3.0        | 2        | 9500万円    |
| 第30回 | 1989年6月11日 | 阪神   | 2200m | イナリワン         | 牡5  | 2:14.0 | 武豊       | 鈴木清     | 保手浜弘規                     | 4.8        | 2        | 1億300万円  |
| 第31回 | 1990年6月10日 | 阪神   | 2200m | オサイチジョージ   | 牡4  | 2:14.0 | 丸山勝秀   | 土門一美   | 野出長一                       | 11.4       | 3        | 1億1000万円 |
| 第32回 | 1991年6月9日  | 京都   | 2200m | メジロライアン     | 牡4  | 2:13.6 | 横山典弘   | 奥平真治   | （有）メジロ牧場               | 4.1        | 2        | 1億2000万円 |
| 第33回 | 1992年6月14日 | 阪神   | 2200m | メジロパーマー     | 牡5  | 2:18.6 | 山田泰誠   | 大久保正陽 | （有）メジロ牧場               | 23.1       | 9        | 1億3000万円 |
| 第34回 | 1993年6月13日 | 阪神   | 2200m | メジロマックイーン | 牡6  | 2:17.7 | 武豊       | 池江泰郎   | メジロ商事（株）               | 1.5        | 1        | 1億3000万円 |
| 第35回 | 1994年6月12日 | 阪神   | 2200m | ビワハヤヒデ       | 牡4  | 2:11.2 | 岡部幸雄   | 浜田光正   | （有）ビワ                     | 1.2        | 1        | 1億3000万円 |
| 第36回 | 1995年6月4日  | 京都   | 2200m | ダンツシアトル     | 牡5  | 2:10.2 | 村本善之   | 山内研二   | 山元哲二                       | 5.1        | 2        | 1億3200万円 |
| 第37回 | 1996年7月7日  | 阪神   | 2200m | マヤノトップガン   | 牡4  | 2:12.0 | 田原成貴   | 坂口正大   | 田所祐                         | 2.0        | 1        | 1億3200万円 |
| 第38回 | 1997年7月6日  | 阪神   | 2200m | マーベラスサンデー | 牡5  | 2:11.9 | 武豊       | 大沢真     | 笹原貞生                       | 2.3        | 1        | 1億3200万円 |
| 第39回 | 1998年7月12日 | 阪神   | 2200m | サイレンススズカ   | 牡4  | 2:11.9 | 南井克巳   | 橋田満     | 永井啓弐                       | 2.8        | 1        | 1億3200万円 |
| 第40回 | 1999年7月11日 | 阪神   | 2200m | グラスワンダー     | 牡4  | 2:12.1 | 的場均     | 尾形充弘   | 半沢（有）                     | 2.8        | 2        | 1億3200万円 |
| 第41回 | 2000年6月25日 | 阪神   | 2200m | テイエムオペラオー | 牡4  | 2:13.8 | 和田竜二   | 岩元市三   | 竹園正繼                       | 1.9        | 1        | 1億3200万円 |
| 第42回 | 2001年6月24日 | 阪神   | 2200m | メイショウドトウ   | 牡5  | 2:11.7 | 安田康彦   | 安田伊佐夫 | 松本好雄                       | 3.4        | 2        | 1億3200万円 |
| 第43回 | 2002年6月23日 | 阪神   | 2200m | ダンツフレーム     | 牡4  | 2:12.9 | 藤田伸二   | 山内研二   | 山元哲二                       | 2.4        | 1        | 1億3200万円 |
| 第44回 | 2003年6月29日 | 阪神   | 2200m | ヒシミラクル       | 牡4  | 2:12.0 | 角田晃一   | 佐山優     | 阿部雅一郎                     | 16.3       | 6        | 1億3200万円 |
| 第45回 | 2004年6月27日 | 阪神   | 2200m | タップダンスシチー | 牡7  | 2:11.1 | 佐藤哲三   | 佐々木晶三 | （株）友駿ホースクラブ         | 3.5        | 1        | 1億3200万円 |
| 第46回 | 2005年6月26日 | 阪神   | 2200m | スイープトウショウ | 牝4  | 2:11.5 | 池添謙一   | 鶴留明雄   | トウショウ産業（株）           | 38.5       | 11       | 1億3200万円 |
| 第47回 | 2006年6月25日 | 京都   | 2200m | ディープインパクト | 牡4  | 2:13.0 | 武豊       | 池江泰郎   | 金子真人ホールディングス（株） | 1.1        | 1        | 1億3200万円 |
| 第48回 | 2007年6月24日 | 阪神   | 2200m | アドマイヤムーン   | 牡4  | 2:12.4 | 岩田康誠   | 松田博資   | 近藤利一                       | 6.7        | 3        | 1億3200万円 |
| 第49回 | 2008年6月29日 | 阪神   | 2200m | エイシンデピュティ | 牡6  | 2:15.3 | 内田博幸   | 野元昭     | 平井豊光                       | 11.3       | 5        | 1億3200万円 |
| 第50回 | 2009年6月28日 | 阪神   | 2200m | ドリームジャーニー | 牡5  | 2:11.3 | 池添謙一   | 池江泰寿   | （有）サンデーレーシング       | 7.1        | 2        | 1億3200万円 |
| 第51回 | 2010年6月27日 | 阪神   | 2200m | ナカヤマフェスタ   | 牡4  | 2:13.0 | 柴田善臣   | 二ノ宮敬宇 | 和泉信一                       | 37.8       | 8        | 1億3200万円 |
| 第52回 | 2011年6月26日 | 阪神   | 2200m | アーネストリー     | 牡6  | 2:10.1 | 佐藤哲三   | 佐々木晶三 | 前田幸治                       | 13.6       | 6        | 1億3200万円 |
| 第53回 | 2012年6月24日 | 阪神   | 2200m | オルフェーヴル     | 牡4  | 2:10.9 | 池添謙一   | 池江泰寿   | （有）サンデーレーシング       | 3.2        | 1        | 1億3200万円 |
| 第54回 | 2013年6月23日 | 阪神   | 2200m | ゴールドシップ     | 牡4  | 2:13.2 | 内田博幸   | 須貝尚介   | 小林英一                       | 2.9        | 2        | 1億3200万円 |
| 第55回 | 2014年6月29日 | 阪神   | 2200m | ゴールドシップ     | 牡5  | 2:13.9 | 横山典弘   | 須貝尚介   | 小林英一                       | 2.7        | 1        | 1億3200万円 |
| 第56回 | 2015年6月28日 | 阪神   | 2200m | ラブリーデイ       | 牡5  | 2:14.4 | 川田将雅   | 池江泰寿   | 金子真人ホールディングス（株） | 14.2       | 6        | 1億5000万円 |
| 第57回 | 2016年6月26日 | 阪神   | 2200m | マリアライト       | 牝5  | 2:12.8 | 蛯名正義   | 久保田貴士 | （有）キャロットファーム       | 25.1       | 8        | 1億5000万円 |
| 第58回 | 2017年6月25日 | 阪神   | 2200m | サトノクラウン     | 牡5  | 2:11.4 | M.デムーロ | 堀宣行     | 里見治                         | 9.0        | 3        | 1億5000万円 |
| 第59回 | 2018年6月24日 | 阪神   | 2200m | ミッキーロケット   | 牡5  | 2:11.6 | 和田竜二   | 音無秀孝   | 野田みづき                     | 13.1       | 7        | 1億5000万円 |
| 第60回 | 2019年6月23日 | 阪神   | 2200m | リスグラシュー     | 牝5  | 2:10.8 | D.レーン   | 矢作芳人   | （有）キャロットファーム       | 5.4        | 3        | 1億5000万円 |
| 第61回 | 2020年6月28日 | 阪神   | 2200m | クロノジェネシス   | 牝4  | 2:13.5 | 北村友一   | 斉藤崇史   | （有）サンデーレーシング       | 4.1        | 2        | 1億5000万円 |
| 第62回 | 2021年6月27日 | 阪神   | 2200m | クロノジェネシス   | 牝5  | 2:10.9 | C.ルメール | 斉藤崇史   | （有）サンデーレーシング       | 1.8        | 1        | 1億5000万円 |
| 第63回 | 2022年6月26日 | 阪神   | 2200m | タイトルホルダー   | 牡4  | 2:09.7 | 横山和生   | 栗田徹     | 山田弘                         | 4.2        | 2        | 2億円       |
| 第64回 | 2023年6月25日 | 阪神   | 2200m | イクイノックス     | 牡4  | 2:11.2 | C.ルメール | 木村哲也   | （有）シルクレーシング         | 1.3        | 1        | 2億2000万円 |
| 第65回 | 2024年6月23日 | 京都   | 2200m | ブローザホーン     | 牡5  | 2:12.0 | 菅原明良   | 吉岡辰弥   | 岡田牧雄                       | 7.5        | 3        | 2億2000万円 |
| 第66回 | 2025年6月15日 | 阪神   | 2200m | メイショウタバル   | 牡4  | 2:⁠11.1 | 武豊       | 石橋守     | 松本好雄                       | 11.4       | 7        | 3億円       |

## 宝塚記念の記録
- レースレコード - 2:09.7（第63回優勝馬 タイトルホルダー）なお、このタイムは阪神競馬場芝2200m3歳以上のコースレコードでもある。
  - 優勝タイム最遅記録 - 2:19.9（第13回優勝馬 ショウフウミドリ）[42]
- 最年長優勝馬 - 7歳
  - スピードシンボリ（第11回） 、タップダンスシチー（第45回）
- 最年少勝利騎手 - 20歳3ヶ月
  - 武豊（第30回）
- 最年長勝利騎手 - 56歳3ヶ月
  - 武豊（第66回）
- 最多優勝馬 - 2勝
  - ゴールドシップ（第54回・第55回） 、クロノジェネシス（第61回・第62回）
- 最多優勝騎手 - 5勝
  - 武豊（第30回・第34回・第38回・第47回・第66回）[43]
- 最多優勝調教師 - 4勝
  - 武田文吾（第3回・第6回・第8回・第13回）[44][45]
- 最多優勝馬主 - 4勝
  - （有）サンデーレーシング（第50回・第53回・第61回・第62回）
- 最多勝利種牡馬 - 5勝
  - ステイゴールド（第50回・第51回・第53回・第54回・第55回）[46]
- 親子制覇
  - エイトクラウン - ナオキ
  - グラスワンダー - アーネストリー
  - ディープインパクト - マリアライト
  - ゴールドシップ - メイショウタバル

- 兄弟制覇
  - ドリームジャーニー・オルフェーヴル（オリエンタルアート産駒）
- 騎手・調教師の両方で優勝
  - 伊藤修司（第2回、第24回）

## 歴代ファン投票1位馬
馬齢は2000年（平成12年）以前も現行表記にそろえている。
| 回数   | 開催年 | 馬名               | 性齢 | 票数      | 着順     |
| ------ | ------ | ------------------ | ---- | --------- | -------- |
| 第1回  | 1960年 | コダマ             | 牡3  |           | 不出走   |
| 第2回  | 1961年 | シーザー           | 牡4  |           | 優勝     |
| 第3回  | 1962年 | コダマ             | 牡5  |           | 優勝     |
| 第4回  | 1963年 | リユウフオーレル   | 牡4  |           | 優勝     |
| 第5回  | 1964年 | リユウフオーレル   | 牡5  |           | 3着      |
| 第6回  | 1965年 | シンザン           | 牡4  |           | 優勝     |
| 第7回  | 1966年 | キーストン         | 牡4  |           | 不出走   |
| 第8回  | 1967年 | ニホンピローエース | 牡4  |           | 不出走   |
| 第9回  | 1968年 | リュウファーロス   | 牡5  |           | 不出走   |
| 第10回 | 1969年 | アサカオー         | 牡4  |           | 不出走   |
| 第11回 | 1970年 | リキエイカン       | 牡4  |           | 5着      |
| 第12回 | 1971年 | ダテテンリュウ     | 牡4  |           | 不出走   |
| 第13回 | 1972年 | アカネテンリュウ   | 牡6  |           | 不出走   |
| 第14回 | 1973年 | タイテエム         | 牡4  |           | 2着      |
| 第15回 | 1974年 | タケホープ         | 牡4  |           | 不出走   |
| 第16回 | 1975年 | キタノカチドキ     | 牡4  |           | 不出走   |
| 第17回 | 1976年 | ロングホーク       | 牡4  |           | 2着      |
| 第18回 | 1977年 | テンポイント       | 牡4  |           | 2着      |
| 第19回 | 1978年 | グリーングラス     | 牡5  |           | 2着      |
| 第20回 | 1979年 | サクラショウリ     | 牡4  |           | 優勝     |
| 第21回 | 1980年 | シービークロス     | 牡5  |           | 不出走   |
| 第22回 | 1981年 | カツラノハイセイコ | 牡5  |           | 2着      |
| 第23回 | 1982年 | モンテプリンス     | 牡5  |           | 優勝     |
| 第24回 | 1983年 | アンバーシャダイ   | 牡6  |           | 不出走   |
| 第25回 | 1984年 | ミスターシービー   | 牡4  |           | 不出走   |
| 第26回 | 1985年 | シンボリルドルフ   | 牡4  |           | 取消     |
| 第27回 | 1986年 | スダホーク         | 牡4  |           | 5着      |
| 第28回 | 1987年 | ミホシンザン       | 牡5  |           | 不出走   |
| 第29回 | 1988年 | タマモクロス       | 牡4  |           | 優勝     |
| 第30回 | 1989年 | ヤエノムテキ       | 牡4  | 119,765票 | 7着      |
| 第31回 | 1990年 | オグリキャップ     | 牡5  | 152,016票 | 2着      |
| 第32回 | 1991年 | メジロマックイーン | 牡4  | 136,325票 | 2着      |
| 第33回 | 1992年 | メジロマックイーン | 牡5  | 135,300票 | 不出走   |
| 第34回 | 1993年 | メジロマックイーン | 牡6  | 139,693票 | 優勝     |
| 第35回 | 1994年 | ビワハヤヒデ       | 牡4  | 148,768票 | 優勝     |
| 第36回 | 1995年 | ライスシャワー     | 牡6  | 105,799票 | 競走中止 |
| 第37回 | 1996年 | ナリタブライアン   | 牡5  | 140,970票 | 不出走   |
| 第38回 | 1997年 | マーベラスサンデー | 牡5  | 97,617票  | 優勝     |
| 第39回 | 1998年 | エアグルーヴ       | 牝5  | 133,223票 | 3着      |
| 第40回 | 1999年 | スペシャルウィーク | 牡4  | 136,079票 | 2着      |
| 第41回 | 2000年 | テイエムオペラオー | 牡4  | 87,936票  | 優勝     |
| 第42回 | 2001年 | テイエムオペラオー | 牡5  | 89,384票  | 2着      |
| 第43回 | 2002年 | ジャングルポケット | 牡4  | 72,159票  | 不出走   |
| 第44回 | 2003年 | シンボリクリスエス | 牡4  | 59,817票  | 5着      |
| 第45回 | 2004年 | リンカーン         | 牡4  | 60,865票  | 3着      |
| 第46回 | 2005年 | ゼンノロブロイ     | 牡5  | 67,667票  | 3着      |
| 第47回 | 2006年 | ディープインパクト | 牡4  | 89,864票  | 優勝     |
| 第48回 | 2007年 | メイショウサムソン | 牡4  | 76,932票  | 2着      |
| 第49回 | 2008年 | ウオッカ           | 牝4  | 75,594票  | 不出走   |
| 第50回 | 2009年 | ウオッカ           | 牝5  | 139,507票 | 不出走   |
| 第51回 | 2010年 | ブエナビスタ       | 牝4  | 92,024票  | 2着      |
| 第52回 | 2011年 | ブエナビスタ       | 牝5  | 97,429票  | 2着      |
| 第53回 | 2012年 | オルフェーヴル     | 牡4  | 72,253票  | 優勝     |
| 第54回 | 2013年 | オルフェーヴル     | 牡5  | 70,519票  | 不出走   |
| 第55回 | 2014年 | ゴールドシップ     | 牡5  | 51,366票  | 優勝     |
| 第56回 | 2015年 | ゴールドシップ     | 牡6  | 66,123票  | 15着     |
| 第57回 | 2016年 | キタサンブラック   | 牡4  | 82,121票  | 3着      |
| 第58回 | 2017年 | キタサンブラック   | 牡5  | 101,621票 | 9着      |
| 第59回 | 2018年 | サトノダイヤモンド | 牡5  | 63,599票  | 6着      |
| 第60回 | 2019年 | アーモンドアイ     | 牝4  | 78,778票  | 不出走   |
| 第61回 | 2020年 | アーモンドアイ     | 牝5  | 111,842票 | 不出走   |
| 第62回 | 2021年 | クロノジェネシス   | 牝5  | 137,448票 | 優勝     |
| 第63回 | 2022年 | タイトルホルダー   | 牡4  | 191,394票 | 優勝     |
| 第64回 | 2023年 | イクイノックス     | 牡4  | 216,379票 | 優勝     |
| 第65回 | 2024年 | ドウデュース       | 牡5  | 238,367票 | 6着      |
| 第66回 | 2025年 | ベラジオオペラ     | 牡5  | 228,950票 | 2着      |